# Синтаксичні структури
Синтаксичні структури — це впливова робота з лінгвістики американського лінгвіста Ноама Чомскі, вперше опублікована в 1957. Ця робота є доробком моделі трансформаційної генеративної граматики його викладача, Зелліга Гарріса. Коротка монографія обсягом близько сотні сторінок, визнанана одним з найзначніших досліджень 20 століття. У ній міститься відоме нині речення "Безбарвні зелені ідеї шалено сплять", запропоноване Чомскі як приклад граматично правильного речення, яке не має змістовності. Таким чином, Чомскі аргументував незалежність синтаксису (вивчення структури речень) від семантики (дослідження значення).  Ґрунтуючись на лекційних конспектах, які Н. Чомскі готував для студентів Массачусетського технологічного університету, ця праця представила сучасні розробки в ранній генеративній граматиці. Підхід до синтаксису повністю формальний (базується на символах і правилах). У її основі Чомскі використовує правила структури фрази (phrase structure rules), згідно з яким речення розбивають на менші частини. Вони поєднані з новими правилами, які Чомскі називає "перетворення" ("transformations"). Ця процедура породжує різні синтаксичні структури. Повторюючи поняття, введені в лінгвістичну теорію данським мовознавцем Луї Єльмслевим, Чомскі зазначив, що ця обмежена множина правил "породжує" всі й тільки граматичні речення поданої мови, які є кількісно нескінченними. Пізніше було витлумачено, що такий підхід оцінює вроджене місце мови у свідомості над мовою як засвоєною поведінкою, хоча такі ідеї прямо не викладено в книзі.  Написана в часи, коли Чомскі був ще невідомим ученим, Синтаксичні Структури мали значний вплив на вчення про знання, свідомість та ментальні процеси, ставши впливовою роботою у формуванні напрямку когнітивних наук. Також ця праця значно вплинула на дослідження компʼютерів і мозку. Значущість Синтаксичних Структур полягає в наголошенні на біологічній природі мови в час, коли це було незвичайним, зокрема і в контексті формальної лінгвістики. Завдяки цій книзі Чомскі став визнаним одним із основоположників того, що зараз відомо як соціобіологія. Деякі спеціалісти скептично поставилися до теорія Чомські, вважаючи, що хибно описувати мову як ідеальну систему. Однак американські лінгвісти змінили курс у другій половині 20 століття через Синтаксичні структури.  == Підґрунтя ==  === Ситуативність у лінгвістичній теорії === На момент публікації «Синтаксичні структури» представляли сучасний стан формальної моделі аналізу мови Зелліга Гарріса, яка називається трансформаційною генеративною граматикою. Можна також сказати, що книга представляє версію або теорію Чомскі, оскільки присутні деякі оригінальні вхідні дані на більш технічному рівні. Центральні концепції моделі, однак, випливають із книги Луїса Єльмслева «Пролегомени до теорії мови», яка була опублікована в 1943 році данською мовою, а потім перекладена англійською Френсісом Дж. Вітфілдом у 1953 році. Книга встановлює алгебраїчний інструмент для лінгвістичного аналізу, який складається з терміналів та описів усіх різних типів лінгвістичних одиниць, подібно до термінальних і нетермінальних символів у формальних граматиках. Перш за все, цей інструмент функціонує як описовий засіб, або, як це пояснює Єльмслев:
«Ми вимагаємо, наприклад, від теорії мови, аби вона дозволяла правильно і вичерпно описати не тільки певний французький текст, але також і всі існуючі французькі тексти, і не тільки ці, але також усі можливі і мислимі французькі тексти» 
Коли цю роботу буде виконано на задовільному рівні, стане можливим передбачити всі граматичні речення певної мови:
«Завдяки отриманим таким чином лінгвістичним знанням ми зможемо побудувати для однієї мови всі мислимі або теоретично можливі тексти»
Єльмслев також зазначає, що алгоритмічний опис мови може генерувати нескінченну кількість продуктів із кінцевої кількості примітивних елементів:
«Коли ми порівнюємо запаси, отримані на різних етапах розрахунків, їх розмір зазвичай зменшується в міру проходження процедури. Якщо текст необмежений, тобто його можна продовжувати шляхом постійного додавання наступних частин … це створить можливість реєструвати необмежену кількість речень»
Логічні наслідки математичних систем, які були вперше запропоновані Девідом Гільбертом і Рудольфом Карнапом та прийняті в лінгвістиці Єльмслевом , ідеї якого повторює Чомскі, наступні:
«Фундаментальна мета лінгвістичного аналізу мови L полягає в тому, щоб відокремити граматичні послідовності, які є реченнями L, від неграматичних послідовностей, які не є реченнями мови L. Таким чином, граматика L буде пристроєм, який генерує всі граматичні послідовності L і жодної з неграматичних»  — Ноам Чомскі, "Синтаксичні структури"
Чомскі також стверджує, що такий рекурсивний пристрій, як замкнуті цикли, дозволить граматиці генерувати нескінченну кількість речень.  Існують, однак, деякі розходження з концепцією Єльмслева. Єльмслев був структуралістом і застосовував математичні моделі до концепції Фердинанда де Соссюра про мову як інтерактивну систему значення та форми. Хоча блумфілдівську школу лінгвістів початку-середини 20-го століття прозвали «американськими структуралістами», вони, по суті, відкидали основні принципи структуралізму: те, що лінгвістична форма пояснюється через значення, і що лінгвістика належить до сфери соціології.  Натомість ідея мови, схвалена Леонардом Блумфілдом та його послідовниками, походить від менталістичної психології Вільяма Вундта, яка була замінена поведінковою психологією в книзі Блумфілда «Мова» 1933 року. Це призвело до відділення синтаксису від семантики як неспостережної ланки в ланцюзі стимул-реакція. Чомскі, як Гарріс та інші американські лінгвісти, погоджувався, що немає причинно-наслідкового зв’язку між семантикою та синтаксисом.  Незважаючи на зміну парадигми, американські лінгвісти зберегли синтаксичний аналіз Вундта, який передбачає розміщення граматичного об’єкта в дієслівній фразі. Вони вважали, що мови слід аналізувати на основі того, як носії вважають це правильним. Як втілити цю ідею в наукове твердження, десятиліттями залишалося тривожним питанням американської лінгвістики. Гарріс і Рулон Уеллс виправдовували аналіз об’єкта як частини дієслівної фрази на «економіку»; але цей термін, знову ж таки, лише вказував на сприйману «легкість» практики.  У «Синтаксичних структурах» Чомскі змінює значення принципу довільності Єльмслева, який зазначав, що генеративне числення є лише інструментом для лінгвіста, а не структурою насправді. Проте Девід Лайтфут зазначає у своєму вступі до другого видання, що в самих синтаксичних структурах мало справжнього інтересу, а можливі тлумачення того, що правила чи структури є «когнітивними», вродженими чи біологічними, були б зроблені в іншому місці, особливо в контексті дискусії між Чомскі і прихильниками біхевіоризму. Але через десятиліття Чомскі робить чітку заяву про те, що синтаксичні структури, включаючи об’єкт як залежний від дієслівної фрази, спричинені генетичною мутацією у людей.  == Публікація == У 1955 році Н. Чомскі отримав ступінь доктора лінгвістики. Попри це він спочатку мав проблеми з публікацією своєї теорії. Чомскі запропонував до публікації рукопис «Логічна структура лінгвістичної теорії» (The Logical Structure of Linguistic Theory), однак йому відмовили в цьому, так само як і академічний лінгвістичний журнал WORD. Тому Чомскі деякий час залишався аутсайдером у галузі лінгвістики. Його рецензії та статті на той час публікувалися переважно в нелінгвістичних журналах.  Mouton & Co. — голландське видавництво, розташоване в Гаазі. Вони здобули академічну репутацію публікуючи насамперед праці зі славістики із 1954 року. Невдовзі вони розпочали нову серію видань під назвою Janua Linguarum або «Брама мов». Це мала бути серія «невеликих монографій» із загальної лінгвістики. Перша опублікована праця із серії Janua Linguarum - Основи мови (1956 рік) - була написана мовознавцями Романом Якобсоном і Моррісом Галле. Чомскі вже зустрічався з Якобсоном, професором Гарвардського університету, а Галле був однокурсником Чомскі в Гарварді і згодом його близьким колегою в MIT. У 1956 році Чомскі і Галле разом написали статтю про фонологію, опубліковану в 1956 році як данина Якобсону.  Корнеліс ван Шуневельд був редактором серії Janua Linguarum у Mouton. Він був нідерландським лінгвістом і учнем Якобсона. Він шукав монографії для своєї серії, тому Шуневельд відвідав Чомскі в Массачусетському технологічному інституті в 1956 році. За посередництва Морріса Галле (і, ймовірно, Якобсона) Чомскі показав ван Шуневельду свої нотатки для його вступного курсу лінгвістики для студентів-бакалаврів. Ван Шуневельд зацікавився ними. Він запропонував опублікувати їх детальну версію в Mouton, на що Чомскі погодився.  Чомскі підготував рукопис потрібного розміру (не більше 120 сторінок), який відповідав би серії Janua Linguarum. Чомскі надіслав остаточну версію на початку серпня 1956 року ван Шуневельду. Редактор попросив Чомскі змінити назву книги на «Синтаксичні структури» для комерційних цілей. Книгу ще до публікації у великій кількості замовив МІТ. Це ще більше спонукало Mouton опублікувати книгу, що зрештою відбулося у лютому 1957.  Незабаром після першої публікації книги Бернард Блох, редактор престижного журналу Language, надав лінгвісту Роберту Бенджаміну Лізу, колезі Чомскі з МІТ, можливість написати рецензію на книгу. Дуже позитивний есе-відгук Ліза з’явився в номері Language за липень–вересень 1957 року. Цей ранній, але впливовий відгук зробив працю Синтаксичні Структури помітною в полі лінгвістичних досліджень. Невдовзі книга спричинила передбачувану «революцію» в мовознавстві, хоча пізніше деякі лінгвісти почали сумніватися, чи це справді був революційний прорив.  Синтаксичні Структури стала бестселером серії Janua Linguarum. Її перевидавали 13 разів до 1978 року. Книга перекладена більше ніж десятьма мовами.  Переклади:  * У 1962 році в Москві був опублікований російський переклад Костянтина Івановича Бабиського під назвою «Синтакси́ческие структу́ры». * У 1963 році Ясуо Ісаму написав японський переклад книги під назвою 文法の構造 (Bunpō no kōzō). * У 1969 році французький переклад Мішеля Бродо під назвою Structures Syntaxiques був опублікований видавництвом Éditions du Seuil у Парижі. * У 1973 році Мутон опублікував німецький переклад Клауса-Петера Ланге під назвою Strukturen der Syntax.  == Зміст ==  === Цілі синтаксичного дослідження === У "Синтаксичних структурах" Хомський намагається побудувати "формалізовану теорію лінгвістичної структури". Він робить акцент на "строгих формулюваннях" і "точно побудованих моделях". У першому розділі книги він дає визначення синтаксису людської мови. Потім він розповідає про цілі синтаксичного дослідження. Для Хомського метою лінгвіста є побудова граматики мови. Він визначає граматику як пристрій, який продукує всі речення досліджуваної мови. По-друге, лінгвіст повинен знайти абстрактні поняття, що лежать в основі граматик, щоб розробити загальний метод. Цей метод допоміг би вибрати найкращий можливий пристрій або граматику для будь-якої мови, враховуючи її корпус. Нарешті, лінгвістична теорія повинна дати задовільний опис усіх рівнів аналізу мови. Прикладами цих рівнів є звуки, слова та структури речень.  === Граматична правильність === Також дивіться: Grammaticality і Colorless green ideas sleep furiously  Другий розділ несе назву "Незалежність граматики". У ньому Хомський стверджує, що мова - це "набір ... речень, кожне з яких скінченне за довжиною і побудоване з скінченного набору елементів". Лінгвіст повинен відокремлювати "граматичні послідовності" або речення мови від "неграматичних послідовностей". Під "граматичним" реченням Хомський розуміє речення, яке інтуїтивно "прийнятне для носія мови". Це речення, вимовлене з "нормальною інтонацією речення". Воно також "запам'ятовується набагато швидше" і "запам'ятовується набагато легше".  Далі Хомський аналізує основу "граматичності". Він показує три способи, які не визначають, чи є речення граматичним чи ні. По-перше, граматичне речення не обов'язково має бути включене в корпус. По-друге, воно не повинно бути осмисленим. Нарешті, воно не повинно бути статистично вірогідним. Хомський показує всі три пункти на прикладі безглуздого речення "Colorless green ideas sleep furiously." Він пише, що це речення є інстинктивно "граматичним" для носія англійської мови. Але воно не входить до жодного відомого на той час корпусу і не є ні осмисленим, ні статистично вірогідним.  Хомський робить висновок, що "граматика є автономною і незалежною від значення". Він додає, що "імовірнісні моделі не дають особливого розуміння деяких основних проблем синтаксичної структури".  ==== Вплив Карнапа ==== Британський лінгвіст Маркус Томалін стверджував, що варіант "Безбарвні зелені ідеї люто сплять" був запропонований десятиліттями раніше Рудольфом Карнапом. Цей німецький філософ запропонував у 1934 році псевдоречення "Piroten karulieren elatisch". На думку американського лінгвіста Різа Хайтнера, речення Карнапа демонструвало автономність як синтаксичної, так і фонологічної структур.  === Граматичні моделі та трансформації === У третьому розділі під назвою "Елементарна лінгвістична теорія" Хомський намагається визначити, який саме механізм або модель дає адекватний опис даного набору "граматичних" речень. Хомський висуває гіпотезу, що цей механізм має бути скінченним, а не нескінченним. Потім він розглядає граматику кінцевих станів, теоретичну модель комунікації, яка розглядає мову як марковський процес . Потім у четвертому розділі під назвою "Структура фрази" він обговорює граматику структури фрази, модель, засновану на аналізі безпосередніх складових. У п'ятому розділі під назвою "Обмеження опису структури фрази" він стверджує, що обидві ці моделі є непридатними для цілей лінгвістичного опису. Як рішення він вводить трансформаційну генеративну граматику (TGG), "більш потужну модель ... яка може виправити ці недоліки".  Трансформаційна граматика Хомського складається з трьох частин: правила структури фрази, правила трансформації та морфонологічні правила. Правила структури фрази використовуються для розширення граматичних категорій та для заміщень. Вони утворюють рядок морфем. Трансформаційне правило "оперує з заданим рядком ... із заданою складовою структурою і перетворює його в новий рядок з новою похідною складовою структурою." Воно "може переставляти рядки або додавати чи видаляти морфеми." Трансформаційні правила бувають двох видів: обов'язкові або необов'язкові. Обов'язкові трансформації, що застосовуються до "кінцевих рядків" граматики, створюють "ядро мови". Речення ядра - це прості, активні, декларативні та стверджувальні речення. Щоб створити пасивні, заперечні, питальні або складні речення, до речень ядра необхідно застосувати одне або кілька необов'язкових правил трансформації в певному порядку. На завершальному етапі граматики морфофонематичні правила перетворюють рядок слів у рядок фонем. Потім Хомський застосовує цю ідею трансформаційних правил в англійській системі допоміжних дієслів.  ==== Запозичення термінології ==== У "Синтаксичних структурах" термін "трансформація" був запозичений з робіт Зелліга Гарріса. Гарріс був безпосереднім наставником Хомського. Гарріс використовував термін "трансформація" для опису відношень еквівалентності між реченнями мови. На відміну від нього, Хомський використовував цей термін для опису формального правила, що застосовується до базових структур речень.  Хомський також запозичив термін "генеративний" з попередньої роботи математика Еміля Поста. Пост хотів "механічно [виводити] висновки з початкового аксіоматичного речення". Хомський застосував роботу Поста над логічним висновком для опису наборів рядків (послідовності букв або звуків) людської мови. Коли він говорить, що скінченний набір правил "породжує" (тобто "рекурсивно перераховує") набір потенційно нескінченної кількості речень певної людської мови, він має на увазі, що вони забезпечують явний, структурний опис цих речень.  == Реакція наукової спільноти ==  === Вплив на лінгвістику === В одній з перших рецензій на працю Хомського американський структурний лінгвіст Чарльз Фредерік Вьоглін писав, що «Синтаксичні структури» кинули серйозний виклик усталеному способу проведення лінгвістичних досліджень і мають потенціал здійснити справжню «коперніківською революцію» в лінгвістиці. Натомість інший американський лінгвіст Мартін Джоос назвав лінгвістичну теорію Хомського «єрессю» в традиціях Блумфільда. Ці ранні відгуки виявилися передбачливими. У 1964 році американський лінгвіст Пол Постал відмітив, що більшість «синтаксичних концепцій, поширених [тоді] у Сполучених Штатах» були «версіями теорії граматики фразових структур в розумінні Хомського». До 1965 року лінгвісти вже заговорили про «разючий вплив, який мали «Синтаксичні структури», працю називали «епохальною» і такою, що спричинила кунівську «революцію». У 1966 році, британський лінгвіст Джон Лайонз писав, що «жодна робота не мала більшого впливу на сучасну лінгвістичну теорію, ніж «Синтаксичні структури» Хомського». А за словами британського історика лінгвістики Р. Х. Робінса (1967), «Синтаксичні структури» спричинили «ймовірно найбільш радикальну і важливу за останні роки зміну напряму в дескриптивній лінгвістиці та в лінгвістичній теорії».  Інший історик лінгвістики Фредерік Ньюмайер вважає «Синтаксичні структури» «революційними» з двох причин. По-перше, праця підтвердила можливість існування формальної неемпіричної теорії. Хомський показав це на практиці, обробивши фрагмент англійської граматики за допомогою формального підходу. По-друге, синтаксис було поставлено в основу теорії мови й визнано засадничим для її продукування — керуючись обмеженим набором синтаксичних правил можна утворити нескінченну кількість речень. Таким чином, морфологія (вчення про структуру та утворення слів) і фонологія (вчення про організацію звуків у мовах) стали другорядними відносно синтаксису.  Американський лінгвіст Норберт Горнштайн пише, що до появи праці «Синтаксичні структури» лінгвісти приділяли забагато уваги створенню ієрархій, категоризації та організації мовних явищ. Тому одним із «довготривалих внесків» праці став спричинений нею перехід до нової методології лінгвістичних досліджень, яка фокусувалась на абстрактному, раціоналістичному створенні теорій на підставі реальних даних, що є «загальнонауковою практикою».  === Вплив на інші дисципліни ===  ==== Психологія ==== Генеративна граматика, що її Хомський виклав у своїй праці, передвістила його менталістську перспективу в лінгвістичному аналізі. Невдовзі після публікації, у 1959 році, Хомський написав критичну рецензію на «Мовленнєву поведінку» Б.Ф. Скіннера. У своїй книзі Скіннер представив засвоєння людської мови з точки зору умовних реакцій на зовнішні подразники та подальшого підкріплення цих реакцій. Хомський виступив проти такої бігевіористської моделі. Він стверджував, що люди продукують мову, використовуючи окремі розумові компоненти — синтаксичні та семантичні. Для опису психолінгвістичної реальності, що лежить в її основі цих процесів, Хомський наводив свою генеративну граматику Його аргументи сильно вплинули на тогочасні психолінгвістичні дослідження і значно змінили курс всієї дисципліни в наступні роки.  ==== Філософія ==== Книга «Синтаксичні структури» запустила міждисциплінарний діалог між філософами мови та лінгвістами. Американський філософ Джон Серль назвав це «видатним інтелектуальним досягненням» тих часів, порівнюючи книгу «з роботами Кейнса чи Фрейда». Він приписував роботі не тільки здійснення «революції в лінгвістиці», але й «революційний вплив» на «філософію та психологію». Хомський і Віллард ван Орман Квайн, категорично антименталістський філософ мови, неоднократно обговорювали цінність лінгвістичних теорій Хомського. Багато філософів підтримували ідею Хомського про те, що природні мови є вродженими та керуються синтаксичними правилами. Вони також вірили, що певні правила, які пов’язують висловлювання із значеннями, зберігаються у людському розумі. Із дослідженням таких правил розпочалась нова ера у філософській семантиці.  ==== Комп'ютерні науки ==== Формальне й логічне трактування мов, запропоноване у праці «Синтаксичні структури», зблизило лінгвістику із новою галуззю комп’ютерних наук. Так інформатик Дональд Кнут, лауреат премії Тюрінга, відзначав, що прочитані у 1961 році «Синтаксичні структури» дуже вплинули на нього. Інша ж стаття Хомського під назвою «Три моделі» (Chomsky 1956), опублікована за рік до «Синтаксичних структур», містила багато ідей, що пізніше були розвинені в книзі, і мала вирішальне значення для розвитку теорії формальних мов в інформатиці.  ==== Нейронаука ==== У 2011 році група французьких нейрофізіологів провела дослідження, з метою перевірити, чи справді мозкові механізми працюють так, як це описував Хомський у своїй книзі. Результати показали, що певні ділянки мозку обробляють синтаксичну інформацію абстрактним способом і не залежать від інших областей, які обробляють семантичну інформацію. Більш того, було показано, що мозок аналізує не лише рядки слів, а й ієрархічні структури їх складових. Ці спостереження підтвердили теорії Хомського, викладені в книзі «Синтаксичні структури».  У 2015 році нейрофізіологи з Нью-Йоркського університету взялись перевірити, чи використовує людський мозок «творення ієрархічних структур» для обробки мов. Головним показником в експериментах були виміри магнітної та електричної активності мозку учасників. Результати показали, що «мозок чітко відстежував три компоненти фраз, які вони чули», що «[відображає] ієрархію в нашій нейронній обробці мовних структур: обробляються слова, фрази, а потім речення — одночасно». Ці результати підтвердили гіпотезу Хомського про «внутрішній граматичний механізм» у мозку.  == Критика ==  ==== Помилкова ідеалізація ==== У своєму президентському зверненні до Лінгвістичного товариства Америки 1964 року американський лінгвіст Чарльз Хокетт вважав синтаксичні структури одним із "лише чотирьох великих проривів у сучасній лінгвістиці". Але він швидко перетворився на запеклого критика лінгвістики Хомського. До 1966 року Хокетт відкинув "систему відліку [Хомського] майже в кожній деталі". У своїй книзі "Статус мистецтва" 1968 року Хокетт пише, що головна помилка Хомського полягає в тому, що він розглядає мову як формальну, чітко визначену, стабільну систему та виходить із цієї ідеалізованої абстракції. Хокетт вважає, що така ідеалізація неможлива. Він стверджує, що немає жодних емпіричних доказів того, що наша мовна здібність насправді є чітко визначеною основною системою. Джерела, які породжують мовну здатність у людей, наприклад, фізична генетична передача та культурна передача, самі по собі погано визначені. Хокетт також виступав проти гіпотези Хомського про те, що синтаксис є повністю незалежним від вивчення значення.  ==== Не емпіричність ==== Всупереч Хокетту, британський лінгвіст Джеффрі Семпсон вважав, що припущення Хомського щодо чітко визначеної граматичності "[виправдані] на практиці". Це ввело синтаксис "у сферу наукового опису". Він вважає це "великим позитивним внеском у дисципліну". Однак він стверджує, що лінгвістика Хомського надто "заснована на інтуїції". Для нього вона надто покладається на суб’єктивні інтроспективні судження носіїв мови щодо їхньої власної мови. Отже, мовним даним, емпірично спостережуваним безособовими третіми особами, надається менше значення.  ==== Вплив логічної структури лінгвістичної теорії ==== За словами Семпсона, "Синтаксичні структури" значною мірою завдячують своїм успіхом стати панівною теоретичною парадигмою в наступні роки харизмі інтелекту Хомського. Семпсон пише, що в "Синтаксичних структурах" є багато посилань на його власну "Логічну структуру лінгвістичної теорії" (The Logical Structure of Linguistic Theory) у питаннях, що стосуються формальних основ підходу Хомського, але "Логічна структура лінгвістичної теорії" не була широко доступною у друкованому вигляді протягом десятиліть. А проте, як стверджує Семпсон, синтаксичні структури, хоч і "схематичні", отримали свою "ауру респектабельності" від "Логічної структури лінгвістичної теорії", що ховається на задньому плані. Своєю чергою, визнання майбутніх робіт Хомського спиралося на успіх "Синтаксичних структур". На думку британсько-американського лінгвіста Джеффрі К. Пулума, "Синтаксичні структури" сміливо стверджують, що "це неможливо, а не просто важко" для кінцевих пристроїв генерувати всі граматичні речення англійської мови, а потім посилається на "Логічні структури лінгвістичної теорії" для "суворого доказу".  Але насправді "Логічна структура лінгвістичної теорії" не містить дійсного, переконливого доказу, що відхиляє скінченні пристрої.  ==== Оригінальність ==== Пуллум також зауважує, що "оригінальність" "Синтаксичних структур" "дуже перебільшена". На його думку, це "не відповідає належним чином попередній літературі, на яку воно спирається". Він детально показує, як підхід у "Синтаксичних структурах" слідує безпосередньо до роботи математичного логіка Еміля Поста щодо формалізації доказів. Але "небагато лінгвістів знають про це, тому що статті Поста не цитуються". Пуллум додає, що використання формальних аксіоматичних систем для генерування ймовірних речень у мові за принципом "зверху вниз" було вперше запропоновано Зеллігом Харрісом у 1947 році, за десять років до публікації "Синтаксичних структур". У синтаксичних структурах це применшується.  ==== Необхідність перетворень ==== У 1982 році Пуллум та інший британський лінгвіст Джеральд Газдар стверджували, що критика Хомським граматики контекстно вільної структури фрази в "Синтаксичних структурах" або є математично помилковою, або базується на неправильній оцінці емпіричних даних. Вони заявили, що розгляд граматики суто фразової структури може пояснити лінгвістичні явища краще, ніж той розгляд, який використовує трансформації.  == Відзнаки == У 2000 році Центр когнітивних наук Університету Міннесоти склав список 100 найвпливовіших праць з когнітивної науки 20 століття. Загалом через Інтернет номіновано 305 наукових робіт та один фільм. "Синтаксичні структури" посіла перше місце в цьому списку; її відзначили як найвпливовішу роботу когнітивної науки століття.  "Синтаксичні структури" були включені до "100 найвпливовіших книжок, коли-небудь написаних" - книги про інтелектуальну історію британського літературознавця та біографа Мартіна Сеймура-Сміта, опублікованої в 1998 році.  "Синтаксичні структури" також були включені до списку 100 найкращих англомовних науково-дослідних книжок з 1923 року, обраного американським тижневим журналом Time.  == Примітки == 
1. ↑  Seuren, Pieter A. M. (1998). Western linguistics: An historical introduction. Wiley-Blackwell. с. 160–167. ISBN 0-631-20891-7.
2. ↑  Joseph, John E. (2002). From Whitney to Chomsky: Essays in the History of American Linguistics. John Benjamins. ISBN 9789027275370.
3. ↑  Tomalin, Marcus (2006). Lingustics and the Formal Sciences: The Origins of Generative grammar. Cambridge University Press. ISBN 9780511486340.
4. ↑  Cook, 2007
5. ↑  Grossman, Lev (17 серпня 2016). All-TIME 100 Nonfiction Books : Syntactic Structures. Time. Процитовано 14 жовтня 2016.
6. ↑  Chomsky, 1957, с. 15
7. ↑  Chomsky, 1957, с. 17
8. 1 2  From Chomsky, 1957, с. 103:"...such  semantic notions as reference, significance, and synonymity played no role in the discussion."
9. 1 2  Hockett, Charles F. (1965). Sound Change. Language. Т. 41, № 2. с. 185—204. doi:10.2307/411873. ISSN 0097-8507. Процитовано 4 листопада 2022.
10. 1 2  Список усіх 100 робіт з когнітивної науки 20-го століття онлайнhttps://web.archive.org/web/20040821111702/http://www.cogsci.umn.edu/OLD/calendar/past_events/millennium/final.html
11. ↑  Radical Anthropology (PDF). Архів оригіналу (PDF) за 7 грудня 2019. Процитовано 6 листопада 2022. [Архівовано 2019-12-07 у Wayback Machine.]
12. ↑  Sociobiology and You.
13. 1 2 3 4 5 6 7 8  Seuren, Pieter A. M. (1998). Western linguistics: An historical introduction. Wiley-Blackwell. с. 160—167. ISBN 0-631-20891-7.
14. ↑  "We demand for example from the theory of language that it allow to describe correctly and exhaustively not only such given French text, but also all existing French texts, and not only these but also all possible and conceivable French texts.”
15. ↑  “Thanks to the linguistic knowledge thus acquired, we will be able to construct, for the same language, all conceivable or theoretically possible texts.”
16. ↑  Chomsky, 1957
17. ↑  Wells, Rulon S. (1947). Immediate constituents. Language. 23 (2): 81—117. doi:10.2307/410382. JSTOR 410382.
18. ↑  Hjelmslev, Louis (1969). Prolegomena to a Theory of Language. University of Wisconsin Press. ISBN 0299024709.
19. ↑  Lightfoot, David W. (2002). Introduction to the second edition of Syntactic Structures by Noam Chomsky. У Lightfoot, David W. (ред.). Syntactic Structures (вид. second). Berlin: Mouton de Gruyter. с. v—xviii. ISBN 3110172798. {{cite book}}: |access-date= вимагає |url= (довідка)
20. ↑  Berwick, Robert C.; Chomsky, Noam (2015). Why Only Us: Language and Evolution. MIT Press. ISBN 9780262034241.
21. ↑  Sklar, Robert (1968). Chomsky;s Revolution in Linguistics. The Nation. с. 213—217.
22. ↑  Barsky, Robert (1997). Noam Chomsky: A life of Dissent (English) . Архів оригіналу за 6 вересня 2006. Процитовано 6 листопада 2022.
23. 1 2  Hamans, Camiel (2014). The coming about of Syntactic Structures. с. 133—156.
24. 1 2 3  Bouwman, A. Th; Rijksuniversiteit te Leiden. Bibliotheek. C.H. van Schooneveld Collection (2001). The C.H. van Schooneveld Collection in Leiden University Library : editorial correspondence and documents relating to Mouton & Co., the Hague, and other papers in the fields of Slavistics and linguistics. Leiden: Leiden University Library. ISBN 90-74204-10-4. OCLC 49421461.
25. ↑  Halle, Morris (2011). Fundamentals of language. Charleston, SC. ISBN 1-178-71814-X. OCLC 1254055881.
26. ↑  . ISBN 978-05-98-66419-8. {{cite book}}: Пропущений або порожній |title= (довідка)
27. ↑  Lees, Robert (1957). Review of Syntactic Structures (PDF). с. 375—408. Архів оригіналу (PDF) за 26 листопада 2013. Процитовано 7 листопада 2022. [Архівовано 2013-11-26 у Wayback Machine.]
28. ↑  Koerner, E. F. K. (2002). Toward a history of American linguistics. London: Routledge. ISBN 0-203-36185-7. OCLC 252883373.
29. ↑  Chomsky, Noam (1962). Синтакси́ческие структу́ры (Sintaksychyeskiye Struktury) (Russian) . Moscow: translated by Babibsky, Kostinatin Ivanovich.
30. ↑  Chomsky, Noam (1963). 文法の構造 (Bunpō no kōzō) (in Japanese), translated by Isamu, Yasuo, Tokyo: Kenkyusha.
31. ↑  Chomsky, Noam (1969). Structures Syntaxiques (in French), translated by Braudeau, Michel, Paris: Éditions du Seuil.
32. ↑  Chomsky, Noam (1973). Strukturen der Syntax (in German), translated by Lange, Klaus-Peter, The Hague: Mouton.
33. 1 2 3 4 5  Chomsky, Noam; Lightfoot, David W. (2002). Syntactic Structures (англ.). Walter de Gruyter. ISBN 978-3-11-017279-9.
34. 1 2 3  Chomsky, Noam; Lightfoot, David W. (2002). Syntactic Structures (англ.). Walter de Gruyter. с. 13. ISBN 978-3-11-017279-9.
35. ↑  Chomsky, Noam; Lightfoot, David W. (2002). Syntactic Structures (англ.). Walter de Gruyter. с. 16. ISBN 978-3-11-017279-9.
36. ↑  Tomalin, Marcus (1 жовтня 2002). The formal origins of syntactic theory. Lingua (англ.). Т. 112, № 10. с. 827—848. doi:10.1016/S0024-3841(02)00049-9. ISSN 0024-3841. Процитовано 8 листопада 2022.
37. ↑  Rebuschi, Georges (2001). "La grammaire generative du milieu des annees 70 au milieu des annees 90: du modele Standard etendu aux debuts du programme minimaliste". с. 2084—2110.
38. ↑  Carnap, Rudolf (1 липня 2013). Logische Syntax der Sprache (нім.). Springer-Verlag. ISBN 978-3-662-25376-2.
39. ↑  Chomsky, Noam; Lightfoot, David W. (2002). Syntactic Structures (англ.). Walter de Gruyter. с. 19—21. ISBN 978-3-11-017279-9.
40. ↑  Chomsky, Noam; Lightfoot, David W. (2002). Syntactic Structures (англ.). Walter de Gruyter. с. 26—33. ISBN 978-3-11-017279-9.
41. 1 2  Chomsky, Noam; Lightfoot, David W. (2002). Syntactic Structures (англ.). Walter de Gruyter. с. 45. ISBN 978-3-11-017279-9.
42. ↑  Chomsky, Noam; Lightfoot, David W. (2002). Syntactic Structures (англ.). Walter de Gruyter. с. 44. ISBN 978-3-11-017279-9.
43. 1 2  Chomsky, Noam; Lightfoot, David W. (2002). Syntactic Structures (англ.). Walter de Gruyter. с. 46. ISBN 978-3-11-017279-9.
44. ↑  Chomsky, Noam; Lightfoot, David W. (2002). Syntactic Structures (англ.). Walter de Gruyter. с. 38—40. ISBN 978-3-11-017279-9.
45. ↑  Collins, John (2008). Chomsky: A Guide for the Perplexed. London and New York: Bloomsbury Academic. ISBN ISBN 978-0-8264-8663-9. {{cite book}}: Перевірте значення |isbn=: недійсний символ (довідка)
46. ↑  Joos, Martin (1961), "Linguistic prospects in the US", in Christine Mohrmann; et al. (eds.), Trends in European and American Linguistics, Utrecht: Spectrum, pp. 11–20
47. ↑  Postal, Paul M. (1964), Constituent Structure: A Study of Contemporary Models of Syntactic Description, Bloomington, Indiana: Indiana University
48. ↑  Bach, Emmon (1965-09). Structural Linguistics and the Philosophy of Science. Diogenes (англ.). Т. 13, № 51. с. 111—128. doi:10.1177/039219216501305107. ISSN 0392-1921. Процитовано 12 листопада 2022.
49. ↑  Levin, Samuel R. (1965), "Langue and Parole in American Linguistics", Foundations of Language, 1: 83–94
50. ↑  Thorne, James Peter (1965-04). Paul Postal, Constituent Structure: A Study of Contemporary Models of Syntactic Description. (Publication 30 of Indiana University Research Center in Anthropology, Folklore & Linguistics) (Also Part III of IJAL 30) Bloomington, Indiana & The Hague: Mouton, 1964. Pp. viii+122. Journal of Linguistics (англ.). Т. 1, № 1. с. 73—76. doi:10.1017/S0022226700001055. ISSN 1469-7742. Процитовано 12 листопада 2022.
51. ↑  Lyons, John (1966). Review of Aspects of the Theory of Syntax. The Philosophical Quarterly (1950-). Т. 16, № 65. с. 393—395. doi:10.2307/2218520. ISSN 0031-8094. Процитовано 12 листопада 2022.
52. ↑  Robins, R. H. (1990). A short history of linguistics (вид. 3rd ed). London: Longman. ISBN 978-1-317-89111-6. OCLC 1039623307.
53. ↑  Newmeyer, Frederick J. (1996). Generative linguistics : a historical perspective. London: Routledge. ISBN 0-203-21867-1. OCLC 52467521.
54. ↑  Hornstein, Norbert (27 січня 2017). "On Syntactic Structures". Faculty of Language.
55. 1 2  Chomsky, Noam (1959). Review of Verbal behavior. Language. Т. 35, № 1. с. 26—58. doi:10.2307/411334. ISSN 0097-8507. Процитовано 13 листопада 2022.
56. ↑  Skinner, B. F. (1992). Verbal behavior. Acton, Mass.: Copley. ISBN 0-87411-591-4. OCLC 34326224.
57. ↑  Nagata, Hiroshi; Aline, David P. (2013). Psycholinguistics : language, mind, and world (вид. Second edition). Oxfordshire, England. ISBN 978-1-315-84633-0. OCLC 882244179.
58. ↑  Searle, John R. (1972), "Chomsky's Revolution in Linguistics", The New York Review of Books, 18 (12)
59. ↑  Quine, Willard Van Orman (1969), "Reply to Chomsky", in D. Davidson and J. Hintikka (ed.), Words and Objections, Dordrecht: D. Reidel
60. ↑  Stokhof, Martin (2012), "The Role of Artificial Languages in the Philosophy of Language", in Gillian Russell and Delia Graff Fara (ed.), The Routledge Companion to Philosophy of Language, Routledge Philosophy Companions, Routledge
61. ↑  Davidson, Donald (1 січня 1967). Truth and meaning. Synthese (англ.). Т. 17, № 1. с. 304—323. doi:10.1007/BF00485035. ISSN 1573-0964. Процитовано 13 листопада 2022.
62. ↑  Knuth, Donald (2003), Selected Papers on Computer Languages [Архівовано 2018-08-20 у Wayback Machine.], CSLI Lecture Notes, Stanford, California: Center for the Study of Language and Information
63. ↑  Chomsky, N. (1956-09). Three models for the description of language. IRE Transactions on Information Theory. Т. 2, № 3. с. 113—124. doi:10.1109/TIT.1956.1056813. ISSN 2168-2712. Процитовано 13 листопада 2022.
64. ↑  Boden, Margaret A. (2006). Mind as machine : a history of cognitive science. Oxford: Clarendon Press. ISBN 0-19-924144-9. OCLC 64554629.
65. ↑  Pallier, Christophe; Devauchelle, Anne-Dominique; Dehaene, Stanislas (8 лютого 2011). Cortical representation of the constituent structure of sentences. Proceedings of the National Academy of Sciences (англ.). Т. 108, № 6. с. 2522—2527. doi:10.1073/pnas.1018711108. ISSN 0027-8424. PMC 3038732. PMID 21224415. Процитовано 13 листопада 2022.{{cite news}}:  Обслуговування CS1: Сторінки з PMC з іншим форматом (посилання)
66. ↑  "Chomsky Was Right, NYU Researchers Find: We Do Have a "Grammar" in Our Head". New York University. Retrieved 16 November 2016.
67. ↑  University of California Libraries, Charles Francis (1967). Language, mathematics, and linguistics. The Hague : Mouton.
68. ↑  Hockett 1968, p. 83 states:  "we must not promote our more or less standardized by-and-large characterization of the language to the status of a monolithic ideal, nor infer that because we can achieve a fixed characterization some such monolithic ideal exists, in the lap of God or in the brain of each individual speaker."
69. ↑  Hockett, Charles (1968). The State of the Art, The Hague: Mouton, pp. 67 - 71
70. ↑  Sampson, Geoffrey (1980), Schools of Linguistics, London: Hutchinson & Co, p. 134
71. 1 2  Geoffrey Sampson: Empirical Linguistics. www.grsampson.net. Процитовано 4 листопада 2022.
72. 1 2 3 4  Pullum, Geoffrey K. (1 липня 2011). On the Mathematical Foundations of SyntacticStructures. Journal of Logic, Language and Information (англ.). Т. 20, № 3. с. 277—296. doi:10.1007/s10849-011-9139-8. ISSN 1572-9583. Процитовано 4 листопада 2022.
73. ↑  Pullum, Geoffrey K.; Gazdar, Gerald (1 грудня 1982). Natural languages and context-free languages. Linguistics and Philosophy (англ.). Т. 4, № 4. с. 471—504. doi:10.1007/BF00360802. ISSN 1573-0549. Процитовано 4 листопада 2022.
74. ↑  Seymour-Smith, Martin (1998), The 100 most influential books ever written : the history of thought from ancient times to today, Secaucus, N.J.: Carol Publ. Group, ISBN 978-0-8065-2000-1, OCLC 38258131https://www.worldcat.org/title/38258131
75. ↑  Grossman, Lev (17 серпня 2011). Is Syntactic Structures one of the All-TIME 100 Best Nonfiction Books? TIME thinks so. Check it out. Time (амер.). ISSN 0040-781X. Процитовано 4 листопада 2022.

  == Посилання == * Синтаксичні структури на Academia.edu (англійською)